# Dipsas ellipsifera
Espèce
Synonymes
- Leptognathus ellipsifera Boulenger, 1898

Dipsas ellipsifera  est une espèce de serpents de la famille des Dipsadidae.

## Répartition
Cette espèce se rencontre dans le nord-ouest de l'Équateur et dans l'ouest de la Colombie. 

## Publication originale
- Boulenger, 1898 : An account of the reptiles and batrachians collected by Mr. W. F. H. Rosenberg in western Ecuador.  Proceedings of the Zoological Society of London, vol. 1898, no 1, p. 107-126 (texte intégral).